# Acanthopagrus randalli
Acanthopagrus randalli är en fiskart som beskrevs av Iwatsuki och Carpenter 2009. Acanthopagrus randalli ingår i släktet Acanthopagrus och familjen havsrudefiskar. Inga underarter finns listade i Catalogue of Life.